# Francisco González Amadiós
Francisco González Amadiós (Vigo, 26 de juliol de 1926- 6 d'abril de 1997) fou un polític gallec, també conegut com a Panchulo.
Llicenciat en economia per la Universitat de Madrid el 1950, fou professor i sovint detingut per la seva activitat política. El 1973 fundà el Moviment Socialista Gallec, que el 1975 s'integrà en el Partit Socialista Gallec i el 1978 en el PSdeG- PSOE, en fou president fins al 1980. A les primeres eleccions municipals el 1979 fou elegit regidor de Vigo i fou un dels redactors de l'Estatut d'Autonomia de Galícia.
A les eleccions generals espanyoles de 1979 fou escollit senador per la província de Pontevedra. A les eleccions al Parlament de Galícia de 1981 i a les 1985 fou elegit diputat al Parlament de Galícia. De 1981 a 1989 fou vicepresident segon del Parlament. El 1989 abandonà el partit i el 1992 es passà a Esquerda Nacionalista, que acabaria integrant-se en el Bloc Nacionalista Gallec.